# Arx Fatalis
Аркс Фаталис (лат. Arx Fatalis) на српском „смртоносна тврђава“ је фантастична авантура у форми тродимензионе видео-игре из првог лица. Игру је 2002. године издала Arkane Studios, а доступна је у верзијама за PC и Xbox.

## Технички аспекти игре
Сем велике слободе манипулације објектима, један од најупечатљивијих елемената игре је начин на који се формирају магичне речи, којима се формирају магије. По уласку у специјалан мод за бацање магије, од играча се очекује да мишем црта појединачне речи на екрану и тиме формира магије. Приликом цртања играч може и да погреши, што му као резултат не даје ништа.
Као минимална конфигурација потребна за играње се наводе процесор на 500 MHz, 64 мегабајта рама, видео-карта са 16 мегабајта меморије, DirectX 8.0, 750 Мегабајта простора на хард диску и Windows оперативни систем.

## Формирање протагонисте
Протагониста поседује четири основне особине, а може да напредује у дванест вештина које му пружају различите могућности у току игре.
| Основне особине | Опис | Вештине                                                                 |
| Снага           | Доприноси борбеним вештинама и одређује тежину оружја које главни лик може да употреби. Такође утиче на вештину знања                              | Блиска борба Далекометно оружје Познавање објеката                      |
| Памет           | Одређује колико магије главни лик може да баци као и његову отпорност на магију. Такође се тиче свих менталних активности.                         | Техничке вештине Интуиција Духовност Познавање објеката Бацање чаролија |
| Окретност       | Одређује прецизност покрета у борби и увећава могућност критичних погодака и току исте. Такође утиче на све вештине које захтевају физички покрет. | Неупадљивост Техничке вештине Познавање објеката Блиска                 |
| Конституција    | Одређује телесну снагу, отпорност на ударце и отров као и стабилност при одбрани.                                                                  | Одбрана                                                                 |

## Прича

### Пролог
Радња је смештена у подземни свет Аркс који се по свом уређењу, архитектури, алатима и осталим атрибутима уклапа у слику средњег века. Аркс је некад био део надземног света, но велико захлађење које је звладало на површини планете је натерало разне цивилизације, које су живеле у мањим или већим сукобима, да се удруже и заједничким снагама створе подземне светове у којима ће моћи да наставе своје животе, заштићени од смртоносне хладноће. Један од тих светова је и Аркс, а једина веза преостала између њега и других сличних светова је тзв. „Удружење путника“ (енгл. Travelers Guild) који су специјално обучени и опремњени за ова путовања.
По завршетку изградње Аркса и настањавању свих цивилизација, односи међу њима су се умногоме вратили на исто стање.

### Заплет
Након неког времена, у Арксу се формирао култ злог бога Акбе (Akbaa, у оригиналу) чији су сви припадници људи из „Удружења путника“ а називају себе илсидима (енгл. Ylside, Ylsides). Акба их привлачи обећањем да ће свету вратити сунце ако га призову из Нодена, света богова, и инкарнирају га на Арксу. Цена овог ритуала није мала, захтевајући жртву стотине људских живота путем колтковог метеорита кога је Акба послао на Аркс. Људи су углавном били становници Краљевства људи, пресретани и заробљавани од стране илсида и гоблина за време свог боравка ван краљевства. Пошто нема сведока, у краљевству се воде као нестали.
Колтк је за смртнике неуништиви материјал, од кога је био изграђен свет на коме је створен Акба. Сам Акба је зао бог деструкције који је уништио свет на коме је створен. Обожаван је од стране својих следбеника због помоћи коју им пружа у ратовима и сукобима. По својој природи Акба није намеравао да испуни своје обећање, већ да заузме још један свет и уништи га.
Посумљавши да се догаћаји одвијају овим током, дворски маг и астроном Краљевства људи се обратио Нодену, траживши помоћ. Сазнавши за Акбине планове, Ноден је одлучио да на Аркс пошаље свог ратника тзв. „заштитника“ (енгл. Guardian) да пронађе Акбин култ и по сваку цену спречи инкарнацију Акбе на Арксу. Да би своју мисију могао да заврши, поседује моћ уништавања метеора колтка једноставним додиром. Мана „заштитника“ је што приликом напуштања димензије божанстава губи памћење и зависи о ономе ко га је призвао. Нажалост, дворски маг је био убијен убрзо након што се обратио Нодену и „заштитиник“ мора да изађе на крај са додатном отежавајућом околности да се у Арксу једно неодређено време неће сећати ни ко је, ни зашто је тамо. Осим моћи брзог учења и прилагођавања свету на кога је послат „заштитник“ је на Арксу само још једно смртно биће.
Прича почиње његовим доласком на Аркс, при чему је изгубио свест те бива убрзо и лако ухваћен од стране гоблина. Буди се у њиховом затовру, чекајући да буде продат илсидима као још једна жртва Акби. Током своје мисије биће у прилици да сарађује са разним цивилизацијама, да учествује у дворским интригама као и да решава генерацијама нерешиве проблеме и загонетке итд. На располагању му је и одређен број необавезних задатака.

## Аркс
Аркс је подељен у осам нивоа. Осим разних цивилизација ове нивое прожима и велика крипта преминулог краља Покселиса, чији нивои, углавном одсечени од остатка света, пролазе од четвртог до осмог нивоа Аркса, са улазом на првом нивоу. Територијална подела аркса изгледа овако:
- Први ниво (Краљевство људи): двор Краљевство људи, град Аркс, људска тврђава, кафана „Жути тулипан“ ван границе тероторије људи
- Други ниво: Храм илсида, тамнице гоблина, водопад, ледене пећине
- Трећи ниво: краљевство гоблина, рудници тролова
- Четврти ниво: Подземно језеро, тајни ред Краљевства људи „Свети бодеж“, први ниво крипте
- Пети ниво: Пећине, бункер илсида, други ниво крипте
- Шести ниво: Утврђење Едурнеума, Храм илузија, трећи ниво крипте
- Седми ниво: Шума печурки (територија људи-пацова), четврти ниво крипте
- Осми ниво: Краљевство патуљака, пети ниво крипте

Бића која су настањена на овим нивоима су:
- Први ниво: људи, свиње, пси, кокош, мишеви, жабе, пацови
- Други ниво: гоблини, илсида, камени големи, плави паукови, пацови, мишеви, трол Гру, ледени змај, један лич
- Трећи ниво: гоблини, тролови, паукови, жабе, тамни паукови, пацови
- Четврти ниво: љиду, гоблини, мишеви, жабе, тамни паукови, пацови
- Пети ниво: људи, гоблини, илсиди, тролови, пси, свиње, кокош, жабе, пацови
- Шести ниво: жене-змије, кокош, тамни паукови, пацови, један човек-пацов
- Седми ниво: људи-пацови, џиновски плави паукови, пацови, џиновски црв
- Осми ниво: црна звер, пацови

### Повезаност нивоа
Сви нивои Аркса су међусобно повезани магичним порталима. Но, да би се потрали користили потребно је имати две руне: Мега и Спасиум, и познавати магију за телепортовање, која се умногоме држи у тајности. Алтернатива порталима су нормални путеви и пролази који спајају територије и нивое Аркса:
| Место                                                | Могућ Пролаз до | Стални становници                                           |
| Двор Краљевства људи                                 | Град Аркс | Људи                                                        |
| Град Аркс                                            | Двор Краљевства људи, први ниво крипте, људска тврђава са кафаном „Жути тулипан“, Краљевство гоблина (преко пећина на другом нивоу)                        | Људи                                                        |
| Људска тврђава са кафаном „Жути тулипан“             | Град Аркс, Храм илсида, тамнице гоблина са водопадом и леденим пећинама, излаз у спољашњи свет                                                             | Људи                                                        |
| Храм илсида                                          | Кафана „Жути тулипан“, тамнице гоблина са водопадом и леденим пећинама                                                                                     | Илсиди                                                      |
| Тамнице гоблина са водопадом и леденим пећинама      | Храм илсида, напуштени део краљевства гоблина, Краљевство гоблина                                                                                          | Гоблини, трол Гру, ледени змај                              |
| Краљесвтво гоблина са рудницима тролова              | Подземно језеро, град Аркс (преко пећине на другом нивоу), тамнице гоблина                                                                                 | Гоблини, тролови                                            |
| Напуштени део краљевства гоблина                     | Тамнице гоблина | -                                                           |
| Подземно језеро са околним пећинама                  | Територија тајног реда Краљевства људи „Свети бодеж“, утврђење Едурнеума, први ниво крипте, пећине, Краљесвтво гоблина са рудницима тролова, бункер илсида | -                                                           |
| Територија тајног реда Краљевства људи „Свети бодеж“ | Пећине, подземно језеро | Људи                                                        |
| Први ниво крипте                                     | Град Аркс, други ниво крипте, подземно језеро | Личеви, зомбији, мумије                                     |
| Други ниво крипте                                    | Први ниво крипте, трећи ниво крипте, пећине | Зомбији, мумије                                             |
| Бункер илсида                                        | Пећине у околини подземног језера | Илсиди                                                      |
| Пећине                                               | Подземно језеро, утврђење Едурнеума, други ниво крипте | Тролови, гоблини, људи                                      |
| Утврђење Едурнеума са околином и Храмом илузија      | Подземно језеро, трећи ниво крипте, шума печурки, пећине                                                                                                   | Жене-змије                                                  |
| Трећи ниво крипте                                    | Други ниво крипте, четврти ниво крипте, околина утврђења Едурнеума                                                                                         | Зомбији, мумије, један лич, дух-чувар штита Краља Покселиса |
| Шума печурки                                         | Утврђење Едурнеума, краљевство патуљака | Људи-пацови                                                 |
| Четврти ниво крипте                                  | Трећи ниво крипте, пети ниво крипте | Мумије, духови, зомбији, дух Краљице Флоренс                |
| Краљевство патуљака                                  | Шума печурки | Црна звер                                                   |
| Пети ниво крипте                                     | Четврти ниво крипте | Личеви-чувари шлема Краља Покселиса                         |

## Цивилизације Аркса
Следи преглед цивилизација, уређења и раса Аркса.

### Људи
Краљевство људи као најцивилизованија од свих цивилизација Аркса представља класичну слику средњовековног уређења из фантастичних прича. Краљевски двор окружен кућама поданика, од којих неки нуде своје услуге, као што су на пример купопродаја хране и разних објеката од вредности као и поправка и трговина оружјем и оклопима.

### Гоблини
Су некада били доминантна раса на територијама Аркса. Њихова неспособност организације и сагледавања целокупне слике је довела до постепеног пада њихове власти. Сви људи који су икада имали контакт са њима их описују као не много интелигентна, али веома агресивна и егоцентрична бића. Сами за себе су кукавице и нападају само када знају илу мисле да су јачи. Често групишу у мале чете и круже деловима аркса који су у близини њиховог краљевства, надајући се да неког насамаре, опљачкају или убију - више из забаве него из потребе.
За време изградње подземног дела аркса су већином успели да своје лоше особине оставе по страни, радећи за заједнички циљ. Но, по завршетку посла су се вратили на старо. Једини контакт који се одржао између њих и људи је трговина драгим камењем. Људи који су лиценцирани да обављају ову трговину описују гоблине као лажове и арогантна бића, која имају обичај да константо досађују своме саговорнику крајње непристојним коментарима.
Поред свега, гоблини су и екстремно лењи. Углавном живе од трговине драгим камењем које не ископавају сами, већ их за јако мале или никакве новце добијају од тролова који се не сматрају довољно паметним да сами продају драго камење људима.

### Тролови
Тролови су одувек били део уређења Краљевсва гоблина, са којима највероватније деле порекло судећи по сличној физиономији и форми тела. Осим што је један трол и до пет пута већи од једног гоблина, разликују се од њих по једноставном и спором животу. Оно што њихове животне потребе задовољава је имати нешто за јело и место за спавање. Уопште нису агресивни и често чине добра дела или помажу непознатом у невољи. Тролови имају свог идола, сјајан модел троловске лобање изграђен од драгог камења, за кога верују да их штити од урушавања рудника. Без овог идола у свом поседству не желе да обављају ископавања.
Њихова снага и издржљивост су легендарни и чине их како снажним савезницима, тако и смртоносним противницима. Због слабе воље и мале жеље за менталним напором их је као преварити или правити од њих будале. При овоме треба бити опрезан јер трол, који схвати да му се овако нешто спрема, тешко прашта.
Поред овога, показују и интересовање за музику и вајарство. У другом су посебно успешни − њихови уметнички радови красе не само троловске пећине већ и куће појединих колекционара.
У току приче протагониста има шансу да однос између тролова и гоблина измени тиме што ће Погу, краљу тролова, поклонити књигу „мистерије финансија“, која ће му омогућити да сам руководи трговином драгим камењем. Ово ће изазвати мржњу гоблина према протагонисти и њихове нападе на њега.

### Жене-змије
Жене-змије су једна гостујућа цивилизација у свету Аркса и још се називају редом Едурнеума. О њима као и о самом њиховом пореклу и правом месту становања се врло мало зна, а оно што се може чути од најобразованијих људи су само нагађања. Неке легенде говоре да све обожавају свога Бога-змију коме не дугују само своје моћи него и своју трансформацију у змијолика бића. У току историје су доста пута помогле и сматрају се за највеће савезнике кога је Краљевство људи икада имало. Један пример помоћи је било доношење култура биљака које расту без сунчеве светлости у Краљевство људи. Без ових биљака би Аркс вечито гладовао.
Како се прича развија, открива се да све што је учињено није било без разлога. Преминули Краљ Покселис им је још за време великог рата у замену за помоћ, без које људи никад не би добили рат, обећао једно од своје деце, које ће бити трансформисано у њихову нову краљицу. Неопходно је да нова краљица потиче из племићке породице јер је само она достојна позиције нове краљице.

#### Свети бодеж
Откривши ово, тајни ред „Свети бодеж“, чија је једина мисија да штити краљевску лозу је киднаповао двоје краљичине деце по рођењу. Жене-змије знају да дете које траже није напустило Аркс али не могу саме да је нађу. Краљ Луншајр не зна ништа о обећању свога оца или о постојању тајног реда а по његовом веровању су му киднапована деца убијена. Жене-змије се надају да искористе њега и протагонисту као мамац за његову кћи у правом тренутку.

### Удружење путника
Након што се свет повукао под земљу градови и земље су постале одсечене једни од других смртоносном зимом. Не желевши да се помири са тиме, један мали број људи је развио технике преживљавања на површини, при чему им највише помажу алхемичарске дроге и ригорозни тренинзи. Живе на површини у грађевинама од леда а такође узгајају специјалну врсту паса која је у стању да подноси хладноћу. У градовима су увек добродошли, јер су реткост и доносе вести из других градова и са површине.
Након првих корака, удружење путника повремено добија и нове чланове оба пола, који желе да путују између градова и желе да прихвате изазов живота на површини.

### Људи-пацови
Људи-пацови су одувек живели повучено, одржавајући што мање контакта са другим расама. Пре пресељења Аркса под земљу су живели у канализационим цевима града. Како изгледа, тамо присутно смеће и отпадне воде су им прихватљива исхрана. Међусобно комуницирају језиком који више личи на певушење и мрмљање него на речи.
Карактеришу их екстремна гипкост и брзина, који их чине страшним противницима у борби. Поред овога још користе и отровна оружја, што их чини најбољим убицама, лоповима и џепарошима Аркса.
Раширени су по целом Арксу у дискретној потрази за храном и старим алатима при чему им је најбогатији извор људски краљевство. Директно никада неће напасти неку расу или цивилизацију, али не воле сведоке својих делатности и свог постојања. Уколико неко уђе на њихову територју у шуми печурака или их ухвати у претурању канти за смеће, постаће мета, што је у прошлости већ резултовало са неколико кратких али веома крвавих сусрета између људи и људи-пацова.
Појединци ове расе се налазе у служби илсида, који их својом моћи и противуслугама приморавају да раде за њих као тихе, неприметне и ефикасне убице.

### Патуљци
Патуљци су цивилизација која гаји страст према свему механичком, према градњи и било чему другом што има везе за инжењерством а такође су и најбољи ковачи икад познати у Арксу. Често су своје продукте и ископине продавали људима.
Живели су под земљом још пре него што се остатак Аркса тамо преселио а њихова јединствена способност за грађење и експлоатацију рудника је била од великог значаја у доба песељења. Један од њихових највећих рудника је био искоришћен као полазна тачка за изградњу подземног Аркса. Сами патуљци су помагали у изградњи свих делова Аркса сем оник у којима су данас настањени гоблини. Како је подземље за њих нормално животно окружење, по завршетку радова су се повукли још дубље изградивши осми ниво Аркса, где су наставили свој живот.
Њихови односи са гоблинима су увек били затегнути и испуњени мржњом што је у прошлости резултовало са неколико ратова у којима су покушавали да их потпуно истребе. Гоблини су увек налазили начина да ово избегну.
Патуљци су у време дешавања радње попуно истребљени од стране црне звери. Све што је од њих остало је тужна слика напуштених ковачница, уређаја и њихова беживотна тела. Протагонста ће морати да посети овај ниво да би користио машине и притом ће се суочити за звери.

## Личности

### Владари
| Име          | Опис |
| Алиа ()      | Принцеза људског краљевства, кћи Краља Ланшајра. Од својих првих дана се крије у кампу „Светог бодежа“ где је тренирала борилачке вештине и постала њихов вођа. |
| Алотар ()    | Краљ гоблина. Своју позицију дугује варању на изборима, које је требало да добије Аток, вођа акција гоблина. Да би до престола ипак стигао, Аток је украо идола тролова, након чега су исти ступили у штрајк док им се идол не врати. Како су гоблини зависни од трговине драгим камењем, због овога им прети финансијски колапс. Трговци драгим камењем који од трговине са гоблинима такође зависе, прете Алотару атентатом уколико убрзо не реши проблем са троловима. Прича се ипак поставља тако да протагониста треба да врати идола троловима у што краћем року што га поставља пред борбу са Атоком. |
| Залнаш ()    | Вођа колоније жена-змија која је настањена у утврђену Едурнеума. |
| Лашајр ()    | Владар Краљевства људи, син бившег Краља Покселиса. |
| Пог ()       | Краљ тролова. Уколико му се да копија књиге „Мистерије финансија“, убрзо ће преузети улогу краља Алотара и сам почети да продаје драго камење које тролови ископавају. |
| Покселис, () | Преминули Краљ људи, који је владао Арксом док је он још био надземни град. Отац је тадашњег принца Лашајра а сахрањен је на последњем нивоу крипте. |
| Флоренс ()   | Жена Краља Луншајра. У причи се појављује само као дух, јер је убијена много година пре времена радње. Начин на који је умрла њеном духу не да мира. Исти ће на овом свету боравити докле год се кривац не изведе пред лице правде. Уколико се ово уради, њена изјава ће играти одлучујућу улогу у спасавању Алие од представника Едурнеума. |

### Трговци
| Име              | Опис | Место                                         |
| Гари ()          | Банкар Краљевства људи. После Краља је најбогатији човек Аркса. Поседује банку чији је систем обезбеђења последња реч технике тог доба. Тргује уговорима и златним полугама.                                                                      | Град Аркс                                     |
| Марија, ()       | Трговац храном, опремом, магичним рунама, напицима и другом робом. Има ћерку Шејни (Shany) а писмо у њеној соби указује на то да је љубавница Краља Лашајра. Мајка је девојчице Шејни коју ће протагониста имати прилику да спаси из руку једне секте. | Град Аркс                                     |
| Мигел ()         | Ковач Краљевства људи. Тргује оружјем и поправља га. | Град Аркс                                     |
| Мопек и Ринко () | Два трговца из пећина на петом нивоу Аркса. Већи део онога што продају су украли из утврђења Едурнеума а купују све врсте робе. Осим илсида, они су људи који живе на највећој дубини.                                                            | Пећине на петом новоу Аркса                   |
| Тафиок ()        | Драгуљар Краљевства људи. Тргује драгим камењем и објектима израђеним од свих врста метала. | Град Аркс                                     |
| Тизи ()          | Власница кафане „Жути тулипан“ и уједно и помоћник илсида, у чији се храм улази кроз њену кафану. | Кафана „Жути тулипан“, околина људске тврђаве |

### Други ликови
| Име         | Опис |
| Алиша ()    | Вереница Гарија банкара. Не престаје да прича о Гаријевом богаству које је и разлог њене љубаи према њему. Икакав рад и зарађивање споственог новца су јој одбојни појмови. |
| Ам Шегар () | Име протагонисте, које му је доделио Култар који је прва особа коју протагониста среће. Само име значи „безимени“ на језику удружења путника. |
| Ерзог ()    | Један од стражара на двору Краљевства људи. Наведен лажима, да ће његова умрла жена тако бити враћена у живот, по двору изводи масу бесмислених ритуала тако одвлачивши пажњу са правих догађаја. Након што бива откривен и ухваћен, одаје протагонисти лозинку за улаз у храм Илсида. |
| Култар ()   | Припадник удружења путника. На почетку приче бива ухваћен и затворен у ћелију до протагонистине. Протагониста може да изабере да ли ће га ослободити и олакшати му бекство или не. Након бекства на слободу, Култар приступа ратницима Илсида привучен обећањима да ће Акба вратити сунце Арксу. Приликом једне организоване акције која за циљ има смрт Ам Шегара се одлучује на дезертерство, било да би свом пријатељу спасио живот, било да би се лично осветио за то што је био остављен у ћелији. |
| Карло ()    | Вођа борбених снага Краљевства људи. У прошлости је без знања Краља организовао убиство Краљице јер је на основу писма са вишезначним садржајем посумњао да она планира атентат на Краља, што није било тачно. Након расветљења злочина, Карло бива осуђен на доживотну тамницу, иако Краљ, знајући да је Карло веровао да ради за добробит Краљевства, размишља о помиловању. |
| Ортиерн ()  | Командант тврђаве Краљевства људи. Издржава неколико напада Илсида на тврђаву, али на крају бива и сам одведен као жртва Акби. |
| Полсиус ()  | Гоблин кога протагониста може да ослободи из затвора гоблина. Заузврат, Полсиус може да потпише његову дозволу за рад као трговца драгим камењем и омогући му да се територијом гоблина креће неометано. |
| Силаш ()    | Библиотекарка тврђаве Едурнеума. |
| Фелнор ()   | Алхемичар Краљевства људи. Поред свога посла, на двору се бави и истрагом култа Акбе. |

## Оружја
Следе оружја која се могу срести у Арксу, сложена по азбучном реду.
| Име                                          | Штета | Могућности                                                       | Захтеви                    | Издржљивост |
| Ачантин мач омалокрвљавања                   | +6    | Одузимање животне снаге                                          | Снага 10, блиска борба 40, | 40          |
| Бодеж                                        | +2    | -                                                                | -                          | 50          |
| Дрвена батина                                | +3    | -                                                                | -                          | 20          |
| Дуги мач                                     | +5    | -                                                                | Снага 10, блиска борба 40  | 60          |
| Дуги мач са драгуљем, наноси додатне повреде | +8    | Оклоп +1                                                         | Снага 10, блоска борба 40  | 80          |
| Дуги мач снаге                               | +7    | Снага +1, конституција +1, оклоп +1                              | Снага 10, блиска борба 40  | 60          |
| Кратак мач                                   | +4    | -                                                                | -                          | 30          |
| Лук                                          | +6    | -                                                                | Борба на даљину 30         | -           |
| Мач за две руке                              | +10   | Оклоп +3,                                                        | Снага 12, блоска борба 60  | 60          |
| Метеорска сабља                              | +25   | -                                                                | -                          | -           |
| Метеорски мач за две руке                    | +40   | -                                                                | -                          | -           |
| Посебно прецизан бодеж невидљивости убица    | +5    | Критични погоци +50%, Неприметљивост +10%                        | Окретност 14               | 50          |
| Прецизан, лак, дуги мач                      | +6    | Критични погоци +20%                                             | Снага 10, блиска борба 40  | 70          |
| Секира                                       | +5    | -                                                                | Снага 8                    | 50          |
| Секира за две руке                           | +12   | -                                                                | Снага 14, блиска борба 50  | 60          |
| Уклета сабља                                 | +0    | снага -8, окретност -8, конституција -8, заштита од магије -100% | -                          | 5           |

## Магија
Систем извођења магије се заснива на скупу магичних речи од којих се формирају магије. Једна магија се може формирати са најмање две речи, при чему је редослед речи битан, да би се једна реч могла изговорити потребно је имати магичну руну са њеним именом. Руне се налазе или купују временом проведеним у Арксу а до неких се тешко долази. Руна има укупно двадесет:
| Ам      | Ни          | Мега    | Јок     | Тар     |
| Каом    | Витае       | Виста   | Стрегум | Морте   |
| Козум   | Комуникатум | Мовис   | Темпус  | Фолгора |
| Спасиум | Тера        | Кетриус | Ра      | Фрид    |

А оригинална имена су им (редом): .
Саме магије су подељене у групе по томе колико магичне енергије конзумирају и колико су тешке за извођење. Скоро све магије делују само док извођач има магичне енергије или док не заврше своје дејство. Следи преглед стандардних магија.

### Стандардне магије
- Први ниво
  - Ноћна видљивост (Night Vision) - омогућава бољи вид по мраку. Извођење: Мега, Виста.
  - Магични пројектил (Magic Missile) - прави један или више светлоплавих енергетских стрела које погађају било шта што се налази директно испред онога ко је извео магију. Извођење: Ам, Тар
  - Зажарити (Ignite) - у стању је да запали припремљено огњиште или бакљу. Протагониста не може да припреми огњиште, али постоји доста расположивих широм Аркса. Извођење: Ам, Јок.
  - Угасити (Douse) - магија која гаси пламен. Извођење: Ни, Јок.
- Други ниво
  - Залечити (Heal) - Магија која лечи ране. Извођење: Мега, Витае
  - Откривање замке (Detect Trap) је магија која повећава осетљивост на присуство замки. Извођење: Морте, Козум, Виста
  - Оклоп (Armor) је магија која доприноси заштићености особе над којом је бачена тј. делује као оклоп који постоји на рачун извођачеве магичне енергије. Извођење: Мега, Каом
  - Ослабљивње оклопа (Lower Armor) ослабљује нечији оклоп на одређено време на рачун магичне енергије извођача. Извођење: Ра, Каом
- Трећи ниво
  - Брзина (Speed) убрзава кретање извођача магије. Извођење: Мега, Мовис
  - Открити (Reveal) скида илузије и невидљивост са бића и предмета који се налазе у близини. Извођење: Ни, Стрегум, Виста
  - Ватрена кугла (Fireball) је оружје које се формира магијом и лансира испред извођача магије. Извођење: Ам, Јок, Тар
  - Нахранити (Feed) је магија која храни свог извођача. Њоме се обична храна може потпуно заменити. Извођење: Ам, Витае, Козум
- Четврти ниво
  - Благосиљање (Bless) увећава снагу, прецизност, конституцију и памет на одређено време на рачун магичне енергије извођача. Извођење: Мега, Стрегум, Витае
  - Уклањање поља (Dispel Field) уклања заштитно магично поље. Извођење: Ни, Спасиум
  - Заштита од ватре (Protection from Fire) је магија која на рачун извођачеве магичне енергије формира заштитни слој који га штити од ватре. Извођење: Јок, Каом
  - Телекинеза (Telekinesis) омогућава извођачу да хвата и манипулише објектима који су изван његовог физичког домашаја али се налазе у видном пољу или у близини. Извођење: Спасиум, Комуникатум.
- Пети ниво
  - Замка (Trap) Поставља замку која ће ономе ко у њу стане нанети физичку штету или усмртити. Замка је видљива само ономе ко ју је поставио. Извођење: Ам, Морте, Козум
  - Лебдење (Levitation) омогућава извођачу да се креће кроз ваздух. Промена висине није могућа без одговарајуће платформе. Добја се са: Мега, Спасиум, Мовис.
  - Лечење ефеката отрова (Cure effects of poison) лечи ефекте отрова у одређеном простору око извођача магије. Ефекти ће бити залечени на свима, укључујући и непријатеље извођача магије. Извођење: Ни, Кетриус.
  - Одбијање мртвих (Repel undead) одбија мртве попут костура или мумија на одређено растојање. Извођење: Морте, Каом.
- Шести ниво
  - Подизање мртвих (Raise dead) даје живот мртвим телима који ће се борити на страни извођача магије. Извођење: Ам, Морте, Витае.
  - Парализовање (Paralyze) зауставља кретање одређеног бића. Извођење: Ни, Мовис.
  - Стварање поља (Create field) ствара енергетско поље које спречава физички пролаз бића. Извођење: Ам, Каом, Спасиум.
  - Разоружавање замке (Disarm trap) онеспособљава замку. Извођење: Ни, Морте, Козум.
- Седми ниво
  - Летеће око (Flying eye) омогућава извођачу да створи једно невидљиво летеће око којим може непримећено да истражује околину. Извођење: Виста, Мовис.
  - Поље ватре (Fire field) подиже зид ватре испред извођача. Извођење: Ам, Јок, Спасиум.
  - Заштита муњом (Lightning protection) ствара једну електричну стрелу која бива испаљена испред извођача. Извођење: Ам, Поргора, Тар.
  - Збуњивање (Confuse) збуњује противника. Извођење: Ра, Виста.
- Осми ниво
  - Невидљивост (Inivisbility) чини извођача невидљивим. Магија ће престати са дејством када извођач изврши напад, покуша да баци другу магију или да покупи неки предмет. Извођење: Ни, Виста.
  - Црпљење магичне енергије (Mana drain) црпи магичну енергију из бића око извођача и тиме им привремено смањује магичне способности. Извођење: Стрегум, Мовис.
  - ''Хаос изазива штету на одређеном радијусу око извођача. Извођење: Ам, Мега, Морте.
  - Побољшање објекта (Enchant object) се користи за додавање нових састојака саставу оружја (нпр. мача) у циљу побољшања. Извођење: Мега, Стрегум, Козум.
- Девети ниво
  - Призивање (Summon) призива демона. Понашање призваног демона није предвидиво. Извођење: Ам, Витае, Тера.
  - Негирање магије (Negate magic) спречава деловање икакве магије на одређеном радијусу око извођача. Извођење: Ни, Стрегум, Спасиум.
  - Сагоревање (Incinerate) сагорева противника до смрти. Извођење: Ам, Мега, Јок.
  - Масовно парализовање (Mass paralyze) парализује сва бића која се налазе у околини извођача
- Десети ниво
  - Масовна заштита муњама (Mass lightning protection) ће створити и испалити електричне стреле свуда око извођача. Извођење: Ам, Поргора, Спасиум.
  - Контрола над демоном (Control demon) омогућава контролу над призваним демонима. Извођење: Мовис, Комуникатум.
  - Успорење времена (Slow time) успорава време за све сем за извођача магије. Извођење: Ра, Темпус.
  - Масовно сагоревање (Mass incinerate) чини да сва бића око извођача сагоревају. Извођење: Мега, Аам, Мега, Јок.

### Нестандардне магије
Јако мали број руна се користи, а постоје и бројне друге комбинације. Протагонисти се оставља слобода да учи „језик“ магија и покуша да сам открије друге магије које се не налазе у листи стандардних магија.

### Тајне магије
Сем горенаведених магичних речи, постоји још једна група тајних магичних речи која за извођење не захтева руне већ само њихово познавање. Због њихове моћи свака њихова злоупотреба може неповратно променити равнотежу светова који чине Аркс и због тога се не може наћи ни један формални запис или књига који би читаоца упутили у то како се ове магије примењују. Већина ових речи изгледа као слова абецеде: A, D, F, L, M, O, P, R, S, U, W, X. Поред њих постоје још две речи: Степенице и Горе-Доле.
Неке од магија су:
|                  | Постављање сопствене магичне и животне енергије као и њихових регенерација на максимум, добијање свих стандардних магичних руна као и развијање свих способности до њиховог дозвољеног максимума. Иако се у жаргону ово зове „божији мод“, треба приметити да протагониста након ове магије није бесмртан као нпр. црна звер. |
|                  | Добија се мач лорда Инута. |
|                  | Добија се лук лорда инута. |
|                  | Извођач бива под трајним ефектом чаролије за брзину. |
|                  | Сећања извођача добјају увид у сваки ћошак света као да их је већ посетио. |
|                  | Илузија која чини да тела свих бића изгледају несразмерно мала у односу на њихове главе које током ове чаролије личе на балоне. |
| Трипут степенице | Ова магија омогућава извиођачу да пролази кроз зидове, врата и земљу. Негативна страна је што не може да промени своју апсолутну висину, те се може десити да бива или превисоко у ваздуху или предубоко под земљом да би могао неометано да истражује сваки део Аркса само једним њеним извођењем.                           |

Ових магија има још пуно, како се претпоставља. Треба истраживати свет Аркса.

## Храна и пиће
Поред јестивих животиња и биљака, у Арксу се могу наћи и други извори хране. Исти следе:
- Бели лук се може наћи само на двору људског краљевства. Осим тога што се може конзумирати, користи се за побољшање оружја које доприноси окретности корисника.

- Брашно се среће углавном у вишим нивоима Аркса а по правилу је запаковано у џакове. Може се користити како за израду векни хлеба, тако и за израду пита.

- Векне хлеба су доступне широм Аркса, а могу се и самостално припремити уз помоћ брашна, воде и неке пећи.

- Вино се налази или у бокалима или се у бокале може точити из буради која су доступна на неколико места. За разлику од извора воде, извори вина могу да „пресуше“, а протагониста постаје пијан након што попије количину, зависно од његове конституције. Док је пијан, видно поље протагонисте је знатно сужено а покрети тромији.

- Вода није безусловно тражена или захтевана од стране протагонисте. За претпоставити је да је вода из река и језера која се налазе на вишим нивоима аркса питка. Пак протагониста може пити воду из бокала који већ садрже воду или се могу њоме напунити на једном од неколико врела широм аркса.

- Жути сир се може наћи у власништву људи, гоблина и људи-пацова.

- Јабуке се налазе у спремиштима и на трпезама људи. Дрво јабуке се не може видети у Арксу.

- Пита од јабуке се прави од брашна, воде и јабука. За ово је потребно имати пећ.

- Празилук се углавном може наћи у расадима на територијама људи или у власништву гоблина и људи-пацова.

- Шаргарепа се налази у расадима људи и у власништву гоблина.

## Остала бића

### Животиње и инсекти
- Мишеви су присутни свуда. Нису опасни ни по једну другу врсту Аркса а боја им је браон. Нису јестиви.
- Паукови су предаторска врста којој је примарна брига потрага за храном. Постоје две врсте паукова: сиви и плави, а срећу се у свим величинама. Припадници обе врсте имају по осам ногу а уста су им наоружана са по четири пара оштрих зуба. Пауков ујед је отрован а при савладавању жртве се ослањају на сирову снагу тј. ударце предњим ногама и угризе. Ткиво паука није јестиво а крв им је зелене боје.
  - Сиви паукови се срећу на вишим нивоима и у мањим величинама: од сићушних величине две човекове песнице, до паукова који по висини човеку досежу до појаса. Очи су им тамне тако да се не истичу од остатка тела.
  - Плави паукови се сређу на нижим нивоима и већи су од сивих паукова: од паукова који по висини досежу до човековог појаса до џиновских паукова који су од човека вишеструко већи. Очи су им црвене, што их доста истиче од остатка тела.

- Пацови су мале али агресивне животиње које ће протагонисту напасти по вићењу. У борби се ослањају на угризе који наносе само физичку штету. Ребра пацова су јестива након што се испеку.

- Рибе нису предаторска врста али представља јако добар извор хране. Да би се до ње дошло, треба је од некуд узети или упецати. Да би се риба конзумирала, мора се испећи.

- Џиновски црви су инсекти огромних димензија, способни да се пробијају кроз камен и граде сопствене системе тунела под земљом. На глави имају по шест очију, четири покретне кљове са бројним мањим зубима. Кожа им је обојена текстурама разних нијанси браон боје. Дужина им је око 100 метара а пречник око 5. Један џиновски црв се налази на седмом нивоу Аркса, и представља препреку коју треба проћи да би се достигао осми ниво.

### Биљке
- Локвањи расту само у мирној води и нису јестиви. Користе се за припремање напитака који убрзавају регенерацију животне снаге.
- Печурке јестиви организми које постоје на свим вишим нивоима Аркса. Док је тело печурке беж боје, глава јој је светло-браон. Печурке се могу директно конзумирати.
- Цвеће се углавном користи за справљање магичних напитака а даје се лако распознати према боји.
  - Бело цвеће Жуто цвеће се користи за прављење напитка невидљивости.
  - Љубичасто цвеће се користи за прављење непитака којим се неутралише отров у телу.
  - Плаво цвеће се користи за прављење напитака који убрзавају регенерацију магичне енергије конзуманта.